# Рокалберти (Лука)
Рокалберти је насеље у Италији у округу Лука, региону Тоскана.
Према процени из 2011. у насељу је живело 42 становника. Насеље се налази на надморској висини од 512 м.